# Coventry (Vermont)
Coventry – miasto w Stanach Zjednoczonych, w stanie Vermont, w hrabstwie Orleans.

## Historia

### Etymologia
Coventry zostało nazwane na cześć miejsca urodzenia jednego z założycieli, majora Eliasa Buela, który urodził się w Coventry w stanie Connecticut.

### Post bellum
Z 1860 r. istnieje zapis mówiący, że 5 czerwca „Kompania Artylerii” 3 Pułku zebrała się na coroczne musztry. Z inwentarza wynika, że posiadała ona jedną sześciofuntową mosiężną armatę.

## Gospodarka
W 2009 r. firma zajmująca się gospodarką odpadami zapłaciła miastu „opłatę za wywóz śmieci” około 800 000 dolarów. Dzięki temu stawka miejskiego podatku od nieruchomości wynosi zero. Jednak miasto nadal płaci podatki szkolne.

## Infrastruktura

### Lotnisko
Miasto jest obsługiwane przez międzynarodowy port lotniczy "Northeast Kingdom" (ICAO: KEFK), dawniej nazywany portem lotniczym Newport State Airport. Zawiera jeden pas startowy 18–36 o długości 5300 stóp (1600 m) i jeden pas startowy 5–23 o długości 4000 stóp (1200 m).

### Woda
Okręg straży pożarnej numer jeden w Coventry obsługuje system wodociągowy zaopatrujący (nieposiadającą osobowości prawnej) wioskę Coventry. Komitet Ostrożnościowy kieruje okręgiem straży pożarnej. Zgodnie z prawem stanu Vermont jest to gmina; komisja jest odpowiednikiem miejskiej komisji selekcyjnej.

## Działalność kulturalna
Od kilku lat w ostatnią sobotę sierpnia odbywa się tu "Vermont Roots Reggae Fest". W 2006 roku wzięło w nim udział 2000 osób. Organizatorzy rozwiązali dotychczasowe problemy związane z niesfornym tłumem i narkotykami.

## Znani mieszkańcy
- Harry A. Black, sekretarz stanu Vermont[8]